# Coppa Europa di skeleton 2019
La Coppa Europa di skeleton 2019 è stata l'edizione 2018-2019 del circuito continentale europeo dello skeleton, manifestazione organizzata dalla Federazione Internazionale di Bob e Skeleton; è iniziata il 16 novembre 2018 a Innsbruck, in Austria, e si è conclusa il 26 gennaio 2019 a Sigulda, in Lettonia. Vennero disputate sedici gare: otto per le donne e altrettante per gli uomini in cinque differenti località.
La tappa conclusiva di Sigulda ha inoltre assegnato i titoli europei juniores.
Vincitori dei trofei, conferiti agli atleti classificatisi per primi nel circuito, sono stati la tedesca Janine Becker nel singolo femminile e il connazionale Fabian Küchler in quello maschile.

## Calendario
| Località             | Data                | Donne | Uomini |
| -------------------- | ------------------- | ----- | ------ |
| Innsbruck            | 16-17 novembre 2018 | ●●    | ●●     |
| Winterberg           | 24 novembre 2018    | ●     | ●      |
| Schönau am Königssee | 6-7 dicembre 2018   | ●●    | ●●     |
| Altenberg            | 11-12 gennaio 2019  | ●●    | ●●     |
| Sigulda              | 26 gennaio 2019     | ●     | ●      |
| Totale               | Totale              | 8     | 8      |

|  | Tappa valida anche per il campionato europeo juniores |

## Risultati

### Donne
| Data             | Località             | Prime classificate           | Seconde classificate          | Terze classificate            |
| ---------------- | -------------------- | ---------------------------- | ----------------------------- | ----------------------------- |
| 16 novembre 2018 | Innsbruck            | Madelaine Smith Regno Unito  | Hannah Neise Germania         | Janine Becker Germania        |
| 17 novembre 2018 | Innsbruck            | Madelaine Smith Regno Unito  | Kimberley Murray Regno Unito  | Janine Becker Germania        |
| 24 novembre 2018 | Winterberg           | Kimberley Murray Regno Unito | Janine Becker Germania        | Madelaine Smith Regno Unito   |
| 6 dicembre 2018  | Schönau am Königssee | Hannah Neise Germania        | Janine Becker Germania        | Ashleigh Pittaway Regno Unito |
| 7 dicembre 2018  | Schönau am Königssee | Janine Becker Germania       | Ashleigh Pittaway Regno Unito | Hannah Neise Germania         |
| 11 gennaio 2019  | Altenberg            | Janine Becker Germania       | Luisa Hornung Germania        | Hannah Neise Germania         |
| 12 gennaio 2019  | Altenberg            | Janine Becker Germania       | Hannah Neise Germania         | Anastasija Trufanova Russia   |
| 26 gennaio 2019  | Sigulda              | Janine Becker Germania       | Agathe Bessard Francia        | Dārta Zunte Lettonia          |

### Uomini
| Data             | Località             | Primi classificati      | Secondi classificati     | Terzi classificati            |
| ---------------- | -------------------- | ----------------------- | ------------------------ | ----------------------------- |
| 16 novembre 2018 | Innsbruck            | Fabian Küchler Germania | Jack Thomas Regno Unito  | Evgenij Rukosuev Russia       |
| 17 novembre 2018 | Innsbruck            | Fabian Küchler Germania | Robin Schneider Germania | Evgenij Rukosuev Russia       |
| 24 novembre 2018 | Winterberg           | Fabian Küchler Germania | Robin Schneider Germania | Geng Wenqiang Cina            |
| 6 dicembre 2018  | Schönau am Königssee | Fabian Küchler Germania | Evgenij Rukosuev Russia  | Lukas David Nydegger Germania |
| 7 dicembre 2018  | Schönau am Königssee | Yan Wengang Cina        | Fabian Küchler Germania  | Cedric Renner Germania        |
| 11 gennaio 2019  | Altenberg            | Dominic Rady Germania   | Evgenij Rukosuev Russia  | Fabian Küchler Germania       |
| 12 gennaio 2019  | Altenberg            | Evgenij Rukosuev Russia | Vladislav Semenov Russia | Dominic Rady Germania         |
| 26 gennaio 2019  | Sigulda              | Evgenij Rukosuev Russia | Vladislav Semenov Russia | Krists Netlaus Lettonia       |

## Classifiche

### Donne
| Pos. | Nome atleta         | Nazione     | INN-1 | INN-2 | WIN | KÖN-1 | KÖN-2 | ALT-1 | ALT-2 | SIG | Punti |
| ---- | ------------------- | ----------- | ----- | ----- | --- | ----- | ----- | ----- | ----- | --- | ----- |
| 1    | Janine Becker       | Germania    | 3     | 3     | 2   | 2     | 1     | 1     | 1     | 1   | 540   |
| 2    | Hannah Neise        | Germania    | 2     | 4     | 6   | 1     | 3     | 3     | 2     | DNF | 405   |
| 3    | Luisa Hornung       | Germania    | 8     | 6     | 4   | 4     | 4     | 2     | 3     | 6   | 386   |
| 4    | Josefa Schellmoser  | Germania    | 6     | 5     | 5   | 6     | 5     | 6     | 5     | 7   | 338   |
| 5    | Agathe Bessard      | Francia     | 10    | 8     | 12  | 12    | 7     | 5     | 6     | 2   | 312   |
| 6    | Marija Surovceva    | Russia      | 14    | 11    | 18  | 17    | 17    | 7     | 7     | 5   | 227   |
| 7    | Madelaine Smith     | Regno Unito | 1     | 1     | 3   | -     | -     | -     | -     | -   | 205   |
| 8    | Endija Tērauda      | Lettonia    | 5     | 10    | 11  | 14    | 14    | -     | -     | 4   | 205   |
| 9    | Kimberley Murray    | Regno Unito | 4     | 2     | 1   | -     | -     | -     | -     | -   | 190   |
| 10   | Philippa Wellington | Regno Unito | 11    | 13    | 9   | 21    | 18    | 10    | 9     | -   | 182   |

### Bob a due uomini
| Pos. | Nome atleta          | Nazione     | INN-1 | INN-2 | WIN | KÖN-1 | KÖN-2 | ALT-1 | ALT-2 | SIG | Punti |
| ---- | -------------------- | ----------- | ----- | ----- | --- | ----- | ----- | ----- | ----- | --- | ----- |
| 1    | Fabian Küchler       | Germania    | 1     | 1     | 1   | 1     | 2     | 3     | 4     | 5   | 515   |
| 2    | Evgenij Rukosuev     | Russia      | 3     | 3     | 7   | 2     | 7     | 2     | 1     | 1   | 466   |
| 3    | Cedric Renner        | Germania    | 8     | 7     | 5   | 6     | 3     | 6     | 6     | 7   | 332   |
| 4    | Lukas David Nydegger | Germania    | 10    | 9     | 8   | 3     | 4     | 8     | 8     | 8   | 315   |
| 5    | Artem Drozdov        | Russia      | 6     | 6     | 10  | 8     | 6     | 7     | 7     | -   | 260   |
| 6    | Vladislav Semenov    | Russia      | -     | -     | -   | 8     | 5     | 5     | 2     | 2   | 256   |
| 7    | Alexander Schlintner | Austria     | 5     | 11    | 11  | 15    | 20    | 10    | 11    | 16  | 221   |
| 8    | Robin Schneider      | Germania    | 8     | 2     | 2   | 5     | DNS   | -     | -     | -   | 211   |
| 9    | Austin Florian       | Stati Uniti | 4     | 4     | 14  | 4     | 8     | -     | -     | -   | 210   |
| 10   | Krists Netlaus       | Lettonia    | 11    | 7     | 11  | 29    | 11    | -     | -     | 3   | 185   |